# Roberto Galli (micologo)
Roberto Galli (Milano, 17 luglio 1954) è un biologo, micologo e giornalista italiano, attivo nel campo della divulgazione scientifica.

## Biografia
Laureato in biologia e specializzato in ecologia e micologia, si occupa dei funghi superiori dal punto di vista sistematico, biologico ed ecologico.
Dal 1996  al 2001 è stato direttore responsabile e scientifico delle riviste divulgative di micologia "I Funghi dove ... quando", dal 2002 al 2003 del bimestrale "La rivista dei funghi" e dal 2004 al 2012 del trimestrale "Funghi & natura".
È autore di numerosi libri sui funghi superiori, tra cui alcuni monografici sui generi Agaricus, Amanita, Boletus s.l., Hygrophorus s.l., Lactarius, Morchella, Russula e Tricholoma.
Dal 2010 è presidente del Gruppo Micologico Milanese nel quale dirige il comitato scientifico, inoltre collabora a mostre micologiche e tiene regolarmente corsi di micologia pratica e di microscopia fungina.

## Opere

### Monografie
- Il Genere Morchella in Lombardia - 1984 - San Vittore Olona - La Tipotecnica
- Guida ai funghi della Valle di Fiemme - 1986, San Vittore Olona - La Tipotecnica [5]
- I funghi in Lombardia - 1989, Milano, Edizioni dell'Ambrosino [6]
- Le Russule - 1ª ed. - 1996, Edinatura srl
- I Boleti - 1ª ed. - 1998, Edinatura srl
- I Tricolomi - 1ª ed. - 1999, Edinatura srl
- Le Amanite - 1ª ed. - 2001, Edinatura srl
- I Tricolomi - 2ª ed. - 2003, Med. Fit.
- Gli Agaricus - 1ª ed. - 2004, dalla Natura sas [6]
- I Tricolomi - 3ª ed. - 2005, dalla Natura sas
- I Lattari - 1ª ed. - 2006, dalla Natura sas [6]
- I Boleti - 3ª ed. - 2007, dalla Natura sas [6]
- Funghi Velenosi - 1ª ed. - 2008, dalla Natura sas [6]
- Gli Igrofori - 1ª ed. - 2012, dalla Natura sas
- I Boleti - 4ª ed. - 2013, Micologica
- Gli Igrofori - 2 ed. - 2015, Micologica

### Pubblicazioni
- Galli, R., 1990 - I funghi nel piatto - Ed. dell'Ambrosino
- Galli, R., 2009 - Agaricus termofili e mediterranei. In Micologia nelle Marche, vol.III, n.(2), pp. 8–13 Rivista in PDF  URL consultato il 3 dicembre 2015
- Galli, R., 2019 - Funghi delle Alpi - Romar
- Galli, R., 2021 - Funghi delle Prealpi, di Brughiera e della pianura Padana - Romar
- Galli, R., 2023 - Funghi dell'Appennino - Romar
- Galli, R. 2025 - Funghi mediterranei - Romar